# Лучия д’Есте
Лучия д'Есте (на италиански: Lucia d'Este; * 2 март 1419, Ферара, Сеньория Ферара; † 28 юни 1437) от Дом Есте, е италианска благородничка от Ферара, чрез брак господарка на Луцара, Сабионета, Боцоло, Сан Мартино дел'Арджине, Гацуоло, Виадана, Судзара, Гондзага, Реджоло, Изола Доварезе и Ривароло.

## Биография
Тя е дъщеря на Николо III д’Есте (* 1383, † 1441), маркграф на Ферара, Модена и Реджо, и на втората му съпруга Паризина (Лаура) Малатеста (* 1404, † 1425). Има една сестра (близначка) и един брат:
- Джиневра (* 1419, † 1440), господарка на Римини, Фано и Чезена като съпруга на Сиджизмондо Пандолфо Малатеста,[1]
- Алберто Карло (* 1421, † 1421)

Майка ѝ, обвинена в изневяра с Уго д’Есте, полубрат на Лучия, е осъдена на смърт от съпруга си заедно с любовника си, когато Лучия е на 6 години.
Има двама полубратя от третия брак на баща си: Ерколе I, 2-ри херцог на Ферара, Модена и Реджо (1471 – 1505), и Сиджизмондо I д’Есте, губернатор на Реджо, губернатор и наместник на Херцогство Ферара, както и множество полубратя и сестри от извънбрачните му връзки.
Тя умира на 28 юни 1437 г. на 18-годишна възраст.

## Брак и потомство
∞ 1437 за Карло Гонзага от Мантуа († 1478) от рода Гонзага, син на Джанфранческо I Гонзага – първи маркграф на Мантуа, от когото няма деца.

## В изкуството
- „Портретът на принцеса“ на Пизанело, изложен в Лувъра, би могъл да принадлежи на Лучия, Джиневра или на Маргерита Гондзага.[2]